# Leubnitz (Werdau)
Leubnitz ist ein Stadtteil von Werdau im sächsischen Landkreis Zwickau des Freistaates Sachsen und gliedert sich in die Ortsteile Leubnitz-Forst, Neudeck und die Leubnitzer Waldsiedlung.

## Geschichte
Leubnitz wurde um das Jahr 1200 als Waldhufendorf im Zuge der zweiten Etappe der Ostkolonisation besiedelt. Die Gründer erbauten eine frühdeutsche Wasserburg. Auf den Grundmauern dieser ehemaligen Anlage wurde 1870 das noch heute existierende Schloss errichtet, das markanteste Gebäude des Ortes.

### Ortsgeschichte
Die erste urkundliche Erwähnung von Leubnitz stammt aus dem Jahr 1333 als Lybennicz. Zunächst stand der Ort vermutlich unter dem Besitz der Vögte von Weida. Bereits im 15. Jahrhundert nahmen die Wettiner das Land in ihren Besitz. Das große Waldgebiet um Leubnitz bestimmte das Leben im Dorf, es wurde Harz und Pech gewonnen und es gab eine Köhlerei. Außerdem gab es drei Wassermühlen und eine Windmühle, dazu Müller, Schmiede, Maurer und Zimmerleute. 1572 wurde ein erster Dorfbäcker erwähnt.
Im 16. Jahrhundert gab der Kurfürst von Sachsen den Auftrag, die im Waldgebiet abgeholzten Bäume über eine Flößerei entlang der Pleiße bis nach Leipzig zu befördern, wo sie als Bauholz benötigt wurden. Dieses Gewerbe betrieb man über 150 Jahre lang und es wurde ein Floßhaus errichtet, welches später noch lange Zeit als Gasthof diente. Es gab eine Schule und im Jahr 1836 eine Schafwollspinnerei. Diese war der Beginn der lange erfolgreichen Textilindustrie in der Region rund um Werdau.

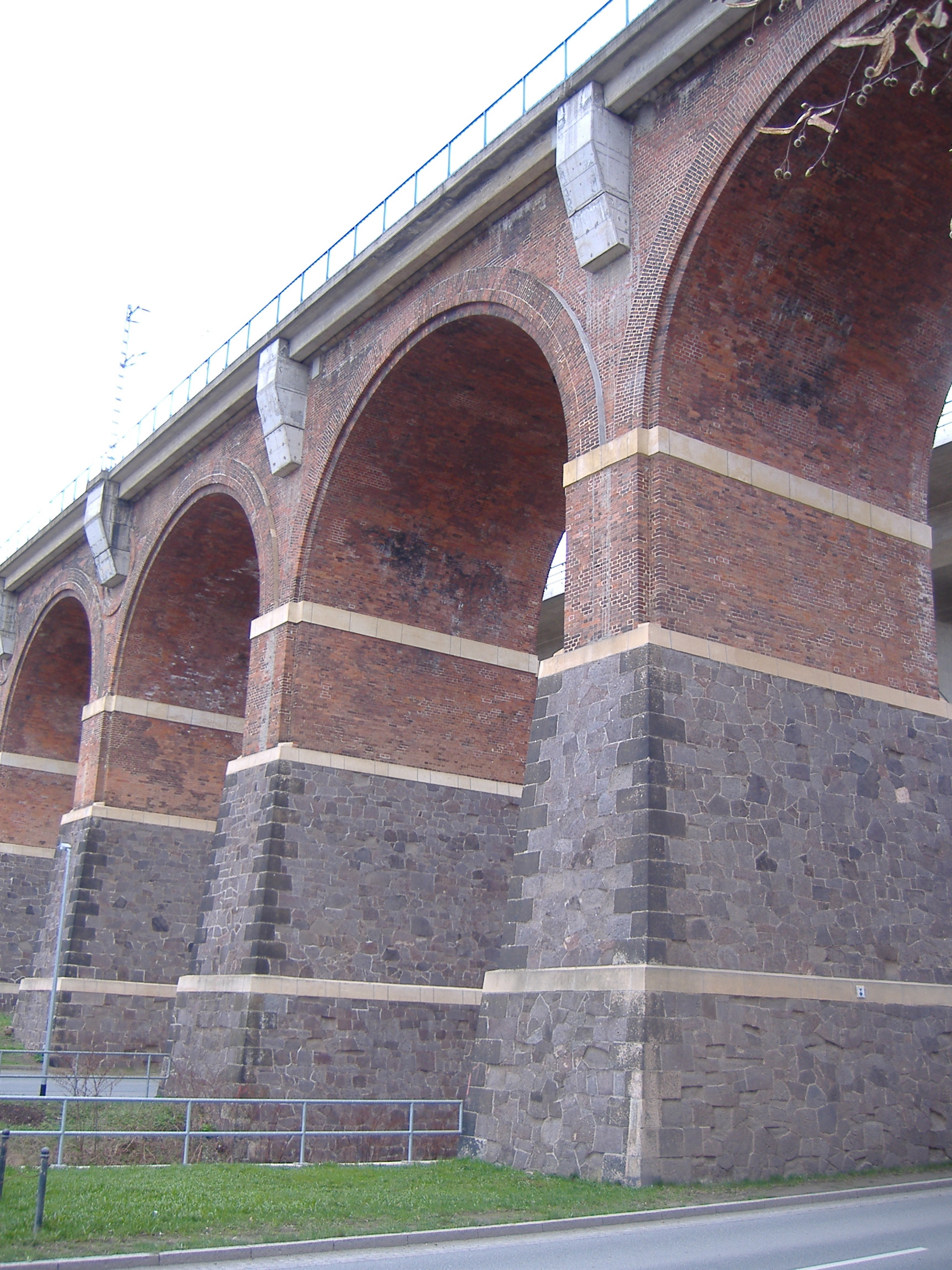
Eisenbahnbrücke über das Leubnitztal

Im Rahmen der Industrialisierung entwickelten sich in Leubnitz fünf Vigogne-Spinnereien, eine Tuchfabrik, eine Hülsenfabrik, vier Ziegeleien, ein Dampfsägewerk sowie eine Fabrik für technische Fette und Öle für den Fahrzeugbau. Der Eisenbahnbau erforderte eine Eisenbahnbrücke über das Leubnitztal. Diese ist noch heute ein technisches Denkmal, 22 Meter hoch mit 10 Bögen, aus Leubnitzer Ziegeln erbaut. Im Sommer 1845 fuhr der erste Zug über dieses Bauwerk. Das Viadukt stammt von Oberingenieur Robert Wilke (1804–1889) und diente als Vorbild für die berühmte Göltzschtalbrücke.
Der Ort entwickelte sich, es wurde eine neue Schule eingeweiht, es gab eine Freiwillige Feuerwehr und 1922 wurde ein Freibad gebaut. Eine detaillierte Auflistung zur Regionalgeschichte verfasste der ehemalige Leubnitzer Bürgermeister Morgenroth, der von 1910 bis 1938 im Amt war. 1918 endete mit dem Ersten Weltkrieg die Ära des Königreich Sachsens und Ernst Grube gründete im Ort die Ortsgruppe der KPD. Zu dieser Zeit organisierten sich die Arbeiter gegen die Reichswehr und später gegen den Nationalsozialismus in Deutschland. 1933 hatte Leubnitz 4968 Einwohner und gehörte zur Amtshauptmannschaft Werdau.
Am Ende des Zweiten Weltkrieges erfolgten zwei Bombenangriffe auf Leubnitz. Am 9. April  griffen sechs und am 10. April 1945 acht Schlachtflieger der 9. US-Luftflotte den Ort und den nahen Bahnhof Werdau mit insgesamt 48 Bomben an. 44 Menschen verloren ihr Leben, 33 wurden schwer verletzt Wenige Tage später wurde Leubnitz durch die US-Armee besetzt.
Die Amerikaner bezogen das Schloss und richteten hinter dem Rittergut auf einer Kuhweide ein Sammellager für Kriegsgefangene ein. Der damalige Bürgermeister, Mitglied der SA, wurde festgenommen. Nach der Potsdamer Konferenz wurde der Ort an die sowjetische Besatzungszone übergeben, und die US-Armee zog ihre Streitkräfte von Westsachsen nach Bayern ab.
Im September 1945 begann die Bodenreform in Deutschland, die ortsansässigen Fabriken und Betriebe sowie Schloss und Rittergut wurden im Auftrag der Sowjetischen Militäradministration in Deutschland enteignet und zu Volkseigentum. In das Schloss zog 1947 die Gemeindeverwaltung ein und seit 1949 gehörte der Ort zur DDR. Im Jahr 1952 gliederte man Leubnitz im Rahmen der Kreisreformen in der DDR dem Bezirk Karl-Marx-Stadt, Kreis Werdau zu. Gleichzeitig gründete man 1952 im Ort die erste Landwirtschaftliche Produktionsgenossenschaft (LPG) und 1970 gab es einen Zusammenschluss der LPGen von Leubnitz, Ruppertsgrün, Steinpleis und Gospersgrün.
Leubnitzer Bürger nahmen 1989 an den friedlichen Demonstrationen in Werdau teil; im Rathaus fand ein Runder Tisch als Diskussionsrunde statt. Die deutsche Wiedervereinigung wurde von den Bürgern begrüßt und im Jahr 1991 begann mit dem Neubau der Wohnsiedlung „Am Park“. Leubnitz ist im Wachstum und bisher haben sich über 50 Gewerbebetriebe angesiedelt.

### Rittergut Leubnitz

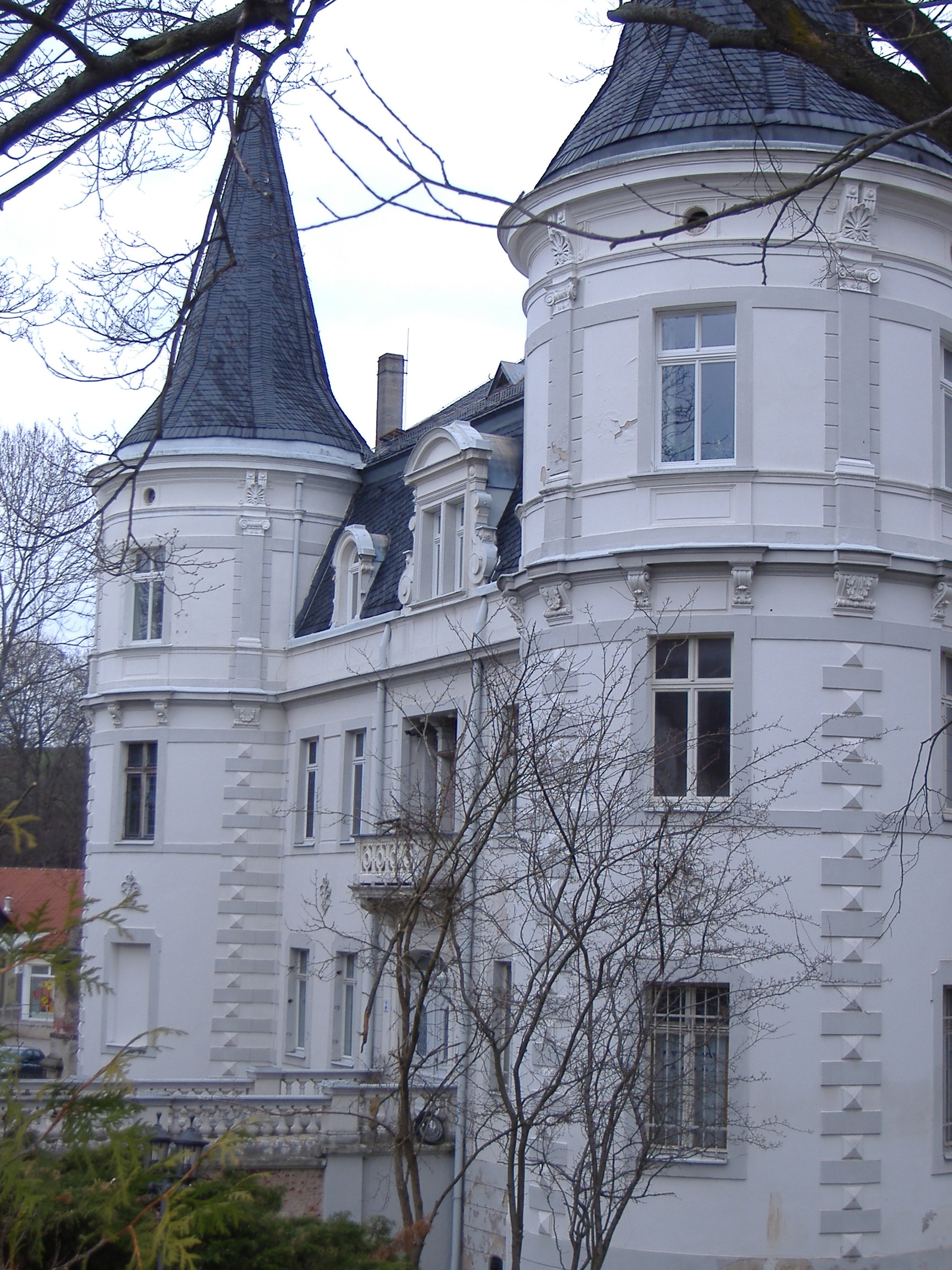
Schloss Leubnitz

Das Rittergut Leubnitz wurde um 1540 von der Familie von Uttenhofen übernommen. Sie ließen ein Schloss errichten, das ein Wassergraben umgab. 1637 erwarb der Floßmeister Hans Abel Ficker den Herrensitz. Seine Söhne veräußerten ihn 1677. Nachfolgende Besitzer waren die Adelsfamilien von Römer, von Weißenbach, von Wolffersdorff, von Lindenfels und von Beust. 1870 verkaufte Bernhard Freiherr von Beust das Rittergut an den Kohlegrubenbesitzer Carl Friedrich Ebert, der das Schloss noch im gleichen Jahr umbauen und im Stil der Loire-Schlösser ausschmücken ließ. Als Eigentümer folgten 1917 der Fabrikant Wilhelm Zacher (ab 1924 auch auf Schloss Blankenhain), dann ab 1925 bis 1945 dessen Schwiegersohn Paul Hupfer.
Den Gutshof teilte man im Zuge der Bodenreform in Bauernstellen auf; im Schloss wurden Flüchtlinge untergebracht. Ab 1947 diente das Schloss dann als Rathaus der Gemeinde Leubnitz. Von 1992 bis 1998 ließ die Gemeinde umfangreiche Restaurierungsarbeiten ausführen. Nach der Eingemeindung nach Werdau wurde das Schloss 2004 an einen Privateigentümer veräußert, der es als Wohnhaus nutzt.

## Kultur und Sehenswürdigkeiten
- Siehe auch: Liste der Kulturdenkmale in Leubnitz
- Schloss Leubnitz, erbaut 1870
- Leubnitzviadukt, Ziegelbau von 1845 sowie Hauptbahnhof Werdau-Leubnitz
- Discothek LINDE, Wettiner Str. 32
- Leubnitzer Heimatverein, Eisenbahnersiedlung
- Festgelände „Zum Leubnitzer“, Maibaumsetzen, Glühweinfest

## Persönlichkeiten
- Alwin Robert Rudert (1850–1931), Jurist und sächsischer Staatsbeamter